# Надомник
Надомник — человек, выполняющий работу у себя дома или в другом помещении вне основного офиса.
Надомники отличаются от предпринимателей, самозанятых и от семейного бизнеса, по тому, что они нанимаются рядом фирм, компаний, для производства товаров или выполнения услуг дома.
Надомники не владеют и не управляют бизнесом, в котором они заняты. Хотя существует существенная часть высококвалифицированных надомников, особенно в отраслях, связанных с информационными технологиями, большинство надомников считаются низкоквалифицированной рабочей силой.

## История
Надомный труд был «основой рассеянной мануфактуры» в Англии в эпоху зарождения капитализма. В России, такой вид труда, возник в период оброчной системы, в период долгой зимы и невозможности производить что-либо на земле. Мануфактуры помещиков производили большую часть продукции именно на дому, а не в цехах (90/10%).
К 2010 году в России насчитывалось более 3,5 млн. работников надомного труда.

### Эпоха IT
По мере развития и расширения доступности коммуникационных технологий в конце XX — начале XXI века, а также с появлением новых схем логистики объём и удельный вес надомной работы возрос.
Надомные работники часто заняты в неформальной экономике, редко являются зарегистрированными и работают без договора — именно поэтому их точное количество трудно оценить.
В 2020 году для надомной работы на компьютере истользуется термин «дистанционная работа» (англ. remote work).

## Особенности
Производительность надомной работы в случае работы на компьютере в двух третях случаев увеличилась, а у 11 % значительно выросла в сравнении с работой в офисе.
Люди, позитивно оценивающие работу на дому с компьютером, указывают основными преимуществами такой работы повышенную концентрацию и лучшие условия работы в личном пространстве в сравнении с общим (офисным). Кроме того, отмечают положительно высвобождение времени, которое они тратили на дорогу в офис и обратно, гибкий график, экономию денег (за счёт расходов на проезд и на обеды).
Благодаря переходу на надомную (удалённую) работу люди, работающие на компьютере, стали больше времени проводить с близкими и больше заботиться о семье.
К недостаткам дистанционной работы люди отнесли снижение мотивации, обилие отвлекающих моментов (у тех, кого отвлекают проживающие с ними члены семьи), плохие условия работы, нарушенный распорядок дня и затруднённое общение с коллегами.
Также люди отметили особенности, которые влияют по-разному в зависимости от ситуации, это: большая автономность в работе, близость к семье, условия работы (кому-то удалось организовать удобное рабочее место, кому-то нет), новый распорядок дня (трудности с разделением времени на рабочее и личное), новые (непривычные) каналы общения с коллегами.
При дистанционной работе существенно меньше рабочего времени тратится на совещания, также меньше уходит времени на перерывы, переписку и помощь коллегам.